# Aéroport de Sucre-Alcantarí
L'aéroport international Alcantarí de Sucre (code IATA : SRE • code OACI : SLAL) est un aéroport desservant la ville de Sucre, capitale constitutionnelle de la Bolivie.
L'aéroport a été inauguré le 15 mai 2016 et a remplacé l'ancien aéroport Juana Azurduy de Padilla pour des raisons d'espace et de capacité. 

## Situation
| \| 20 km1:4 514 000 \| Camiri Chimoré Cobija Cochabamba El Trompillo Guayaramerín La Paz Oruro Potosí Puerto · Suárez Riberalta Rurrenabaque San Borja Santa Ana · del Yacuma Sucre Tarija Trinidad Uyuni Santa Cruz Yacuiba |
| 20 km1:4 514 000 |

## Compagnies aériennes et destinations
| Compagnies            | Destinations                                         |
| --------------------- | ---------------------------------------------------- |
| Boliviana de Aviación | Cochabamba-J. Wilstermann, La Paz-El Alto, Viru Viru |
| EcoJet                | Cochabamba-J. Wilstermann, Viru Viru                 |

Édité le 27/04/2019  Actualisé le 7/12/2023